# Ван Дамм, Бьянка
Бьянка Ван Дамм (англ. Bianca Van Damme, настоящее имя — Бьянка Ван Варенберг, англ. Bianca Van Varenberg; род. 17 октября 1990, США) — американская актриса, сценарист и продюсер.

## Биография
Отец Бьянки — спортсмен и голливудский актёр Жан-Клод Ван Дамм, а мать — экс-культуристка Глэдис Португез. У неё есть брат, Кристофер, который также является актёром.
Дебют Бьянки в кино состоялся в 2008 году с небольшой роли Кэсси Рабидо (дочь Джека Рабидо, персонажа Жан-Клода Ван Дамма) в фильме «Специальное задание». В дальнейшем она снялась в фильмах «Френчи», «Игры киллеров» и «Шесть пуль». Она также проходила пробы на роль Милины в веб-сериале «Смертельная битва: Наследие».
В декабре 2012 года в прокат вышел научно-фантастический фильм «Вторжение извне», в котором Бьянка впервые сыграла главную роль.

## Фильмография
| Год  |     | Русское название           | Оригинальное название       | Роль         |
| ---- | --- | -------------------------- | --------------------------- | ------------ |
| 2008 | ф   | Специальное задание        | The Shepherd: Border Patrol | Кэсси Рабидо |
| 2011 | ф   | Игры киллеров              | Assassination Games         | Анна Флинт   |
| 2012 | ф   | Шесть пуль                 | 6 Bullets                   | Амалия       |
| 2012 | ф   | Вторжение извне            | U.F.O.                      | Кэрри        |
| 2014 | ф   | Добро пожаловать в джунгли | Welcome to the Jungle       | Эшли         |
| 2014 | кор | Со временем                | Avec le temps               | Перл         |
|      | ф   | Френчи                     | Frenchy                     | Бьянка Бэнкс |